# C. J. Lewis
C. J. Lewis, auch CJ Lewis, (eigentlicher Name: Steven James Lewis; * 1. Februar 1967 in Peckham) ist ein britischer Reggae-Sänger, DJ und Songwriter jamaikanischer Abstammung. Sein größter Hit hieß Sweets for My Sweet und war die 1994er Coverversion des 1961er Hits der Drifters.

## Leben
Bereits mit 14 Jahren legte C. J. Lewis als Discjockey auf Straßenfesten auf. Als er sechzehn Jahre alt war, zog er mit seinen Eltern nach Jamaika, wo ihm der ursprüngliche Reggae nahegebracht wurde. Ende der 1980er Jahre kam Lewis zurück nach London. Schon kurze Zeit später erschienen seine ersten Reggae-Singles auf einem Independent-Label. Hypnotic Love und Why Do Fools Fall in Love? stiegen auf hohe Positionen in den britischen Reggae-Charts.
Der Durchbruch in den kommerziellen Charts gelang 1994 mit der Coverversion des Drifters-Hits Sweets for My Sweet, die europaweit erfolgreich war und in England auf Platz 3 stieg. Die Folgesingle Everything Is Alright (Uptight), deren Original 1965 von Stevie Wonder gesungen wurde, enterte ein Vierteljahr später ebenfalls die Top 10 in Großbritannien. Auch die Neufassung des 1977er Emotions-Titels Best of My Love schaffte eine Chartnotierung, diesmal Platz 13. Mit Platz 34 für Freedom ging das Jahr, in dem das Debütalbum Dollars Platz 41 im Vereinigten Königreich belegte, erfolgreich zu Ende.
Die Auskopplung R to the A aus dem 1995er Album Rough ’n’ Smooth ist der bislang letzte Song von C. J. Lewis, der es in die englische Hitparade schaffte.

## Diskografie

### Alben
- 1994: Dollars
- 1995: Rough ’n’ Smooth
- 1998: Roadblock
- 1998: Young Gifted & Black: The Early Years
- 2002: Non Stop C. J.
- 2005: Feel My Vibe: The Best of C. J. Lewis
- 2006: Guesswork
- 2008: Reload

### Singles
- 1989: Hypnotic Love
- 1989: Why Do Fools Fall in Love? / I Wanna Be Loved (Remix) (mit Phillip Leo)
- 1989: Why Do Fools (Remix) (mit Phillip Leo)
- 1989: Good Thing Going / Stop Fooling Around (mit Phillip Leo)
- 1991: Me Hood / Two Minute Gal
- 1994: Sweets for My Sweet
- 1994: Everything Is Alright (Uptight)
- 1994: Best of My Love
- 1994: Freedom
- 1994: Dollars
- 1995: R to the A
- 1995: Rough ’n’ Smooth
- 1996: Can’t Take It (Street Life)
- 1998: Roadblock

## Auszeichnungen für Musikverkäufe
| Goldene Schallplatte - Japan - 1995: für das Album Dollars | Platin-Schallplatte - Japan - 1996: für das Album Rough ’n’ Smooth |

Anmerkung: Auszeichnungen in Ländern aus den Charttabellen bzw. Chartboxen sind in ebendiesen zu finden.
| Land/RegionAuszeichnungen für Musikverkäufe (Land/Region, Auszeichnungen, Verkäufe, Quellen) | Silber  | Gold  | Platin  | Verkäufe | Quellen    |
| -------------------------------------------------------------------------------------------- | ------- | ----- | ------- | -------- | ---------- |
| Japan (RIAJ)                                                                                 | —       | Gold1 | Platin1 | 300.000  | riaj.or.jp |
| Vereinigtes Königreich (BPI)                                                                 | Silber1 | —     | —       | 60.000   | bpi.co.uk  |
| Insgesamt                                                                                    | Silber1 | Gold1 | Platin1 |          |            |